# Zapasy na Letnich Igrzyskach Olimpijskich 1972 – kategoria do 62 kg w stylu wolnym
Zmagania mężczyzn do 62 kg to jedna z dziesięciu męskich konkurencji w zapasach w stylu wolnym rozgrywanych podczas Letnich Igrzysk Olimpijskich 1972. Pojedynki w tej kategorii wagowej odbyły się w dniach 27 – 31 sierpnia.

## Zasady[1]
Punktacja opierała się na systemie „złych punktów karnych”. Zwycięzca otrzymywał zero punktów za wygraną przez „tusz” (łopatki) lub dyskwalifikację; pół punktu za przewagę techniczną, a jeden za zwycięstwo na punkty. Dwa punkty przyznawano za remis, a dwa i pół za remis i pasywność. Za porażkę na punkty zawodnik otrzymywał trzy punkty. Przegrana przez przewagę techniczną skutkowała 3,5 punktami karnymi, a za łopatki lub dyskwalifikację przyznawano 4 punkty karne. Uzyskanie sześciu lub więcej punktów eliminowało zapaśnika z turnieju. Najlepsza trójka walczyła w rundzie finałowej.

## Klasyfikacja[2]
| Pozycja | Nazwisko                 | Kraj              |
| ------- | ------------------------ | ----------------- |
| 1       | Zagaław Abdułbiekow      | ZSRR              |
| 2       | Vehbi Akdağ              | Turcja            |
| 3       | Iwan Krystew             | Bułgaria          |
| 4       | Kiyoshi Abe              | Japonia           |
| 5       | Szamseddin Sejjed Abbasi | Iran              |
| 6       | Petre Coman              | Rumunia           |
| 7       | Joseph Burge             | Gwatemala         |
| 8       | Pat Bolger               | Kanada            |
| 8       | Gerhard Weisenberger     | RFN               |
| 10      | Théodule Toulotte        | Francja           |
| 11      | Jorma Liimatainen        | Finlandia         |
| 12      | Satpal Singh             | Indie             |
| 12      | Zdzisław Stolarski       | Polska            |
| 14      | László Szabó             | Węgry             |
| 15      | Ahmad Djan               | Afganistan        |
| 15      | Gene Davis               | Stany Zjednoczone |
| 17      | José Ramos               | Kuba              |
| 18      | Panajotis Kutsupakis     | Grecja            |
| 19      | Vicente Martínez         | Meksyk            |
| 20      | Jakob Tanner             | Szwajcaria        |
| 20      | Stanislav Tůma           | Czechosłowacja    |
| 22      | Kenneth Dawes            | Wielka Brytania   |
| 23      | Dzewegijn Ojdow          | Mongolia          |
| 23      | Carlos Hurtado           | Peru              |
| 23      | Eliseo Salugta           | Filipiny          |
| 23      | Orlando Gonçalves        | Portugalia        |

## Wyniki

### Pierwsza runda[3]
| Zwycięzca                | Punkty karne | Wynik     | Przegrany            | Punkty karne |
| ------------------------ | ------------ | --------- | -------------------- | ------------ |
| Petre Coman              | 0            | Łopatki   | Carlos Hurtado       | 4            |
| Pat Bolger               | 0,5          | Przewaga  | Kenneth Dawes        | 3,5          |
| Jorma Liimatainen        | 0            | Łopatki   | László Szabó         | 4            |
| Iwan Krystew             | 0            | Łopatki   | Eliseo Salugta       | 4            |
| Vehbi Akdağ              | 0            | Łopatki   | Orlando Gonçalves    | 4            |
| Satpal Singh             | 1            | Na punkty | Zdzisław Stolarski   | 3            |
| Théodule Toulotte        | 1            | Na punkty | Vicente Martínez     | 3            |
| Joseph Burge             | 0            | Łopatki   | Panajotis Kutsupakis | 4            |
| Szamseddin Sejjed Abbasi | 0,5          | Przewaga  | Stanislav Tůma       | 3,5          |
| José Ramos               | 1            | Na punkty | Gerhard Weisenberger | 3            |
| Kiyoshi Abe              | 0,5          | Przewaga  | Ahmad Djan           | 3,5          |
| Gene Davis               | 0            | Łopatki   | Dzewegijn Ojdow      | 4            |
| Zagaław Abdułbiekow      | 0,5          | Przewaga  | Jakob Tanner         | 3,5          |

### Druga runda[4]
| Zwycięzca                | Punkty karne | Wynik     | Przegrany         | Punkty karne |
| ------------------------ | ------------ | --------- | ----------------- | ------------ |
| Petre Coman              | 0            | Łopatki   | Kenneth Dawes     | 7,5          |
| Pat Bolger               | 0,5          | Łopatki   | Carlos Hurtado    | 8            |
| László Szabó             | 4            | Łopatki   | Eliseo Salugta    | 8            |
| Iwan Krystew             | 1            | Na punkty | Jorma Liimatainen | 3            |
| Zdzisław Stolarski       | 3            | Łopatki   | Orlando Gonçalves | 8            |
| Vehbi Akdağ              | 0            | Łopatki   | Satpal Singh      | 5            |
| Joseph Burge             | 1            | Na punkty | Théodule Toulotte | 4            |
| Panajotis Kutsupakis     | 5            | Na punkty | Vicente Martínez  | 6            |
| Szamseddin Sejjed Abbasi | 1,5          | Na punkty | José Ramos        | 4            |
| Gerhard Weisenberger     | 4            | Na punkty | Stanislav Tůma    | 6,5          |
| Kiyoshi Abe              | 1            | Przewaga  | Gene Davis        | 3,5          |
| Ahmad Djan               | 4,5          | Na punkty | Jakob Tanner      | 6,5          |
| Zagaław Abdułbiekow      | 0,5          | Łopatki   | Dzewegijn Ojdow   | 8            |

### Trzecia runda[5]
| Zwycięzca                | Punkty karne | Wynik     | Przegrany            | Punkty karne |
| ------------------------ | ------------ | --------- | -------------------- | ------------ |
| Petre Coman              | 0            | Łopatki   | Pat Bolger           | 4,5          |
| Iwan Krystew             | 2            | Na punkty | László Szabó         | 7            |
| Vehbi Akdağ              | 1            | Na punkty | Jorma Liimatainen    | 6            |
| Théodule Toulotte        | 5            | Na punkty | Zdzisław Stolarski   | 6            |
| Satpal Singh             | 6            | Na punkty | Joseph Burge         | 4            |
| Szamseddin Sejjed Abbasi | 2            | Przewaga  | Panajotis Kutsupakis | 8,5          |
| Kiyoshi Abe              | 1            | Łopatki   | José Ramos           | 8            |
| Gerhard Weisenberger     | 5            | Na punkty | Ahmad Djan           | 7,5          |
| Zagaław Abdułbiekow      | 0,5          | Łopatki   | Gene Davis           | 7,5          |

### Czwarta runda[6]
| Zwycięzca                | Punkty karne | Wynik     | Przegrany            | Punkty karne |
| ------------------------ | ------------ | --------- | -------------------- | ------------ |
| Iwan Krystew             | 3            | Na punkty | Petre Coman          | 3            |
| Vehbi Akdağ              | 1,5          | Przewaga  | Pat Bolger           | 8            |
| Szamseddin Sejjed Abbasi | 2,5          | Na punkty | Théodule Toulotte    | 8,5          |
| Joseph Burge             | 5            | Na punkty | Gerhard Weisenberger | 8            |
| Zagaław Abdułbiekow      | 1,5          | Na punkty | Kiyoshi Abe          | 4            |

### Piąta runda[7]
| Zwycięzca           | Punkty karne | Wynik     | Przegrany                | Punkty karne |
| ------------------- | ------------ | --------- | ------------------------ | ------------ |
| Vehbi Akdağ         | 2,5          | Na punkty | Petre Coman              | 6            |
| Iwan Krystew        | 3            | Łopatki   | Joseph Burge             | 9            |
| Kiyoshi Abe         | 5            | Na punkty | Szamseddin Sejjed Abbasi | 5,5          |
| Zagaław Abdułbiekow | 1,5          |           |                          |              |

### Szósta runda[8]
| Zwycięzca           | Punkty karne | Wynik     | Przegrany    | Punkty karne |
| ------------------- | ------------ | --------- | ------------ | ------------ |
| Zagaław Abdułbiekow | 3,5          | Remis     | Iwan Krystew | 5            |
| Vehbi Akdağ         | 3,5          | Na punkty | Kiyoshi Abe  | 8            |

### Runda finałowa[9]
| Zwycięzca           | Punkty karne | Wynik     | Przegrany                                 | Punkty karne |
| ------------------- | ------------ | --------- | ----------------------------------------- | ------------ |
| Zagaław Abdułbiekow | 5,5          | Remis     | Iwan Krystew (zaliczony wynik z VI rundy) | 7            |
| Zagaław Abdułbiekow | 5,5          | Łopatki   | Vehbi Akdağ                               | 7,5          |
| Vehbi Akdağ         | 8,5          | Na punkty | Iwan Krystew                              | 10,5         |